# گروسایتینگن
گروسایتینگن (به آلمانی: Großaitingen) یک شهر در آلمان است که در آوگسبورگ واقع شده‌است.